# Alpedrete
Alpedrete és un municipi de la Comunitat de Madrid. Limita amb Collado Villalba, Collado Mediano, San Lorenzo de El Escorial, Moralzarzal, Galapagar i Guadarrama.